# Conus parvatus
Conus parvatus é uma espécie de gastrópode do gênero Conus, pertencente à família Conidae.